# Robert Beugré Mambé
Robert Beugré Mambé (Dabou, 1 de janeiro de 1952) é um engenheiro civil e político da Costa do Marfim. De 2011 a 2023, foi governador do Distrito Autônomo de Abidjã. É o primeiro-ministro da Costa do Marfim desde 16 de outubro de 2023.

## Biografia
Nasceu em 1 de janeiro de 1952, no atual departamento de Dabou, região de Grands-Ponts, distrito de Lagunes.
Formou-se Engenharia civil. Foi educado em Abidjã na École nationale supérieure des travaux publics (1971–1976) e, em Paris, no Centre des hautes études de la Construction e na École Nationale des Ponts et Chaussées. Foi chefe do Bureau Central des Études Techniques da Costa do Marfim e, mais tarde, presidente da comissão eleitoral do país.
Em 4 de maio de 2011, foi nomeado governador do Distrito Autônomo de Abidjã.
Foi nomeado primeiro-ministro pelo presidente Alassane Ouattara, em 16 de outubro de 2023.